# 葉可成
葉可成（？—？），字懋學，號文湖，直隸蘇州府吳江縣人，民籍，明朝政治人物。

## 生平
嘉靖二十八年（1549年）己酉科應天府鄉試第九十二名。嘉靖三十二年（1553年），登三甲第三十三名進士。刑部观政，授浙江山阴知县，胡宗宪在浙江剿倭，召他入幕府参谋军事。升南京工部主事，降蒲州同知，不久免职归乡。

## 家族
曾祖葉芳，廣西布政司副理問 贈尚寶司少卿；祖父葉紳，尚寶司少卿；父葉旦，母汝氏。兄可久、可大、敘（举人）、觀（正術）、允（醫士）、可守。弟可與、可仕、可畏（生員）。